# Olga Markova
Olga Markova (em russo:  Ольга Маркова; 6 de agosto de 1968) é uma corredora de longa distância russa. Tornou-se conhecida internacionalmente por vencer por duas vezes consecutivas (1992–1993) a prestigiosa Maratona de Boston, nos Estados Unidos. Sua marca na primeira vitória em Boston – 2:23:43 – foi a melhor marca mundial para a maratona feminina naquele ano.
Apesar da marca e de ser a primeira russa a vencer essa maratona, e com um tempo três minutos mais rápido que qualquer outra corredora russa, Markova não foi convocada para a Equipe Unificada da CEI que disputaria os Jogos Olímpicos de Barcelona naquele ano, por seu desempenho não ter sido na maratona escolhida pelo Comitê Olímpico da CEI como seletiva para os Jogos, naquele ano a Maratona de Los Angeles. Markova, que até hoje sente essa frustação, nunca participou dos Jogos.
A escolhida para participar dos Jogos em seu lugar, Valentina Yegorova, acabou tornando-se campeã olímpica em Barcelona 92. Em 1993, as duas participaram juntas da Maratona de Boston, com Markova defendendo seu título. Yegorova abandonou a prova no meio enquanto Markova venceu novamente com mais de 4 minutos de diferença para a segunda colocada. No dia seguinte, foi convidada a correr em Washington D.C. com o então presidente dos Estados Unidos, Bill Clinton.
Referência para as fundistas russas que vieram depois dela, hoje vive parte do ano em  Gainesville, no estado da Flórida, Estados Unidos, e parte em São Petersburgo, na Rússia, com o filho.